# Pikeville, Tennessee
Pikeville este un oraș, sediul comitatului Bledsoe din statul Tennessee, Statele Unite ale Americii. Conform recensământului Statelor Unite din anul 2000, populația localității era de 1.781 de locuitori.